# Hypericum gnidiifolium
Hypericum gnidiifolium är en johannesörtsväxtart som beskrevs av Achille Richard och Robson. Hypericum gnidiifolium ingår i släktet johannesörter, och familjen johannesörtsväxter. Inga underarter finns listade i Catalogue of Life.